# 639
639(육백삼십구)는 638보다 크고 640보다 작은 자연수다.

## 수학
- 합성수로, 그 약수는 1, 3, 9, 71, 213, 639다. 진약수의 합은 297이므로, 639는 부족수다.
- 71 이하의 모든 소수의 합이다.

## 과학·기술
- ISO 639: 전 세계의 언어 명칭에 고유 부호를 부여하는 국제 표준.

## 교통

### 철도
- 서울 지하철 6호선 안암역의 역번호.

### 도로
- 639번 미에현도(일본어판)
- 639번 오이타현도(일본어판)
- 639번 홋카이도도(일본어판)

## 문화재
- 대한민국의 보물 제639호: 기사계첩 (서울 송파구 소장본)

## 기타
- 연도: 639년, 기원전 639년